# Sadiq Khan Zand
Sadeq Khan Zand (tiếng Ba Tư: صادق‌خان زند, năm 1781), còn được gọi là Mohammad Sadeq, là vị vua thứ năm của triều đại Zand từ ngày 22 tháng 8 năm 1779 cho đến ngày 14 tháng 3 năm 1781.

## Cai trị
Nguyên là một viên tướng từng phục vụ cho vua khai quốc là Karim Khan và các vua kế vị, ông vướng vào cuộc đấu tranh giành quyền kế vị giữa hai con của Karim là Mohammad Ali Khan và Abol-Fath Khan Zand; phục vụ dưới trướng người giám quốc là Zaki Khăn (em trai của Karim). Sau khi Zaki chết, viên tướng Ali-Morad Khan Zand trong khi đang đánh Qajar đã trở mặt phản bội vua Abol-Fath Khan Zand. Tiep do, viên tướng Sadeq Khan, được hỗ trợ bởi imam Abū-l-Ḥasan ʻAlī, đã thu thập một đội quân ở Kerman và xâm chiếm Shiraz. Ngày 22 tháng 8 năm 1779, Abol-Fath chết vì đau tim và Sadiq trở thành người cai trị Iran.
Không có cứ liệu nào về mọi hoạt động trong thời gian ông trị vì. Sadiq mất khi chưa rõ nguyên nhân, người kế vị là Ali Murad Khan